# Horst Streckenbach

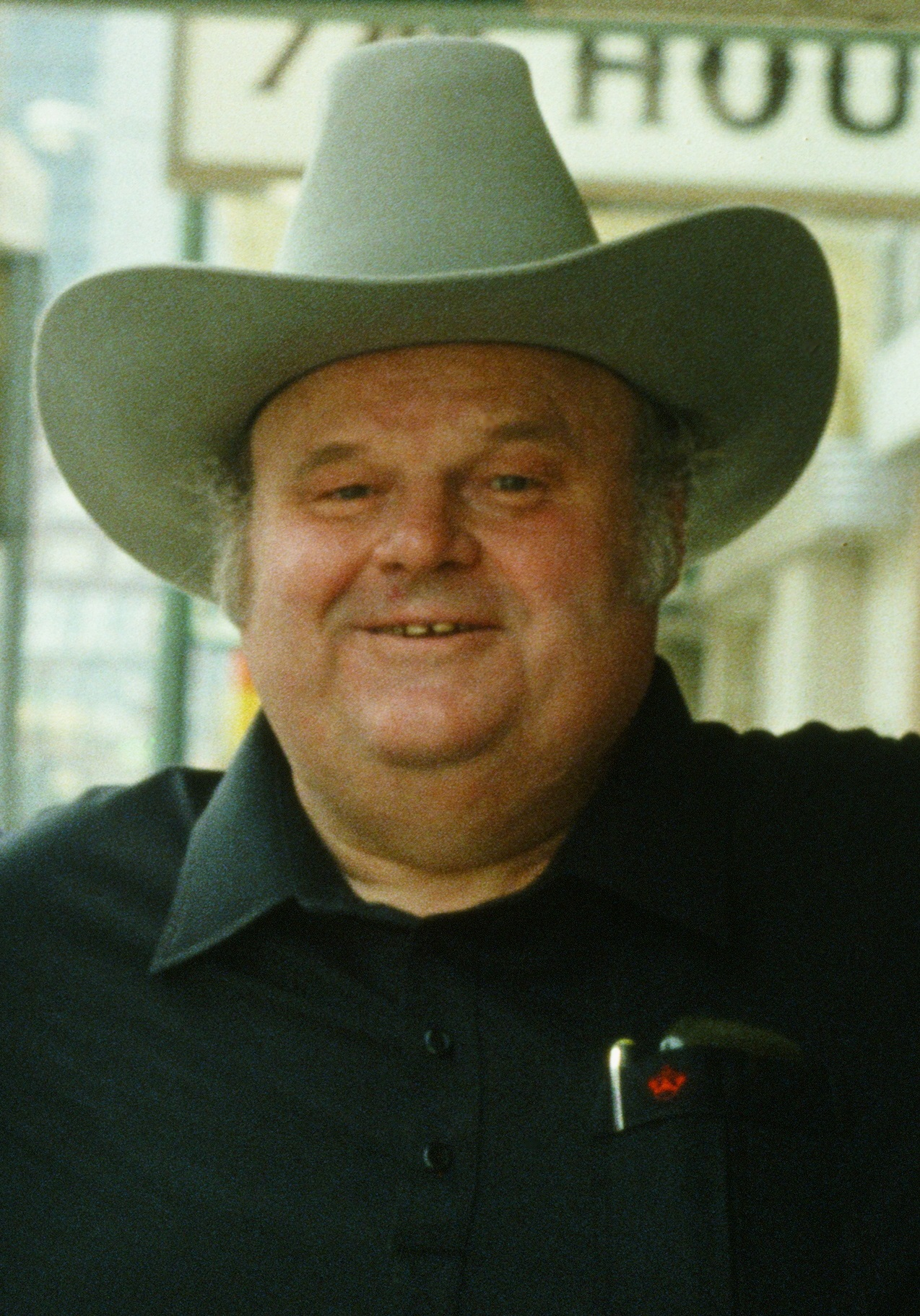
Horst Streckenbach, genannt Tattoo Samy 1979

Horst Streckenbach (* 5. August 1925 in Weißwasser/Oberlausitz als Helmut Horst Streckenbach; † 27. Juni 2001 in Frankfurt am Main), genannt „Tattoo Samy“, war ein deutscher Tätowierer und Piercer. „Samy“ Streckenbach gilt als bedeutend für die Entwicklung des Tätowierens in Deutschland. Von ihm ging die Benutzung von Autoklaven in Deutschland beim Tätowieren aus; er war der erste Tätowierer, der bereits 1976 im medizinischen Bereich arbeitete und nach einer Mammakarzinom-Operation eine Mamillenrekonstruktion vornahm. Der Vorgang wurde als „Streckenbach-Technik“ in die medizinische Literatur übernommen. Zudem gilt er als „Vater des deutschen Intimschmucks“. Auf ihn geht der Barbell-Piercingschmuck zurück. Streckenbach war „der erste Tätowierer, dessen Arbeit in der bildenden Kunst Anwendung fand“.

## Leben
Horst „Samy“ Streckenbach wurde am 5. August 1925 im damals preußischen Weißwasser/Oberlausitz als Sohn des Steinarbeiters Gustav Wilhelm Oskar Streckenbach und der Fabrikarbeiterin Frida Lisbeth Schmidt geboren. Die Ehe der Eltern wurde am 5. April 1926 im Standesamt Häslicht geschlossen. Streckenbach wuchs in Häslicht auf. Im Alter von zehn Jahren ließ er sich von einem Mitschüler ein Herz auf den Arm tätowieren und begann im Alter von 14 Jahren selbst mit der Tätowiererei. Er erlernte in Häslicht den Beruf des Kraftfahrzeugschlossers und wurde 1943 in die Wehrmacht eingezogen. Nach dem Einsatz an verschiedenen Fronten wurde Streckenbach in Italien eingesetzt. Er wurde insgesamt fünfmal verwundet und verlor zuletzt durch eine Blendgranate für 65 Tage die Sehkraft. Im Mai 1944 geriet er an der Westfront in US-amerikanische Gefangenschaft. Durch eine Operation in einem Militärhospital in Neapel erlangte er seine Sehkraft wieder zurück und wurde über Nordafrika in die USA transportiert. Dort durchlief er verschiedene Kriegsgefangenenlager; zuletzt in Burbank, Kalifornien. In dieser Zeit lernte er den jungen Lyle Tuttle kennen, und es entwickelte sich eine Freundschaft, die bis zu seinem Tod hielt. Im Jahr 1946 wurde er in englische Kriegsgefangenschaft überführt und kam in ein Lager in Schottland. Anfang 1948 wurde er entlassen und lernte Les Skuse (1912–1973) kennen, der Streckenbach näher mit dem Tätowieren vertraut machte. Gegen Ende 1948 kehrte Streckenbach nach Deutschland zurück. Als erste Wohnanschrift ist ab 1948 die Bahnhofstraße 33 in Ehringshausen im Lahn-Dill-Kreis bekannt. Bis Mai 1949 war er dort als Schlosser tätig. Vom 24. Juni 1957 bis zum 19. September 1959 war er als Schlosser in der damaligen W. H. Küster GmbH beschäftigt. Am 28. August 1959 heiratete Streckenbach die Kellnerin Ella Fuchs (geb. am 7. Februar 1910 in Oelsnitz/Erzgeb.; gest. 12. August 1983 in Frankfurt/Main). Am 4. November 1959 schrieb er einen Brief an Christian Warlich, in dem er sich für eine Übernahme von Warlichs Gaststätte mit Tätowierstube bewarb. Ein Ergebnis ist nicht bekannt. Zu dieser Zeit war Streckenbach im Kreis Aschaffenburg ansässig. Anschließend zog er in die Betgasse 14 in Aschaffenburg, wo er ein Gewerbe Ausführung von Tätowierungen betrieb, das er am 15. Oktober 1964 abmeldete. Am selben Tag meldete er zusammen mit seiner Ehefrau Ella in Frankfurt/Main in der Kurt-Schuhmacher-Straße 2 ein Gewerbe mit gleichlautendem Zweck an. In diesem „Studio für modernen Haut- und Körperschmuck“ war Streckenbach bis 1990 tätig. In seiner Wohnung, die sich unmittelbar über dem Studio befand, lebte Streckenbach bis zu seinem Tod im Jahr 2001.

## Karriere als Tätowierer

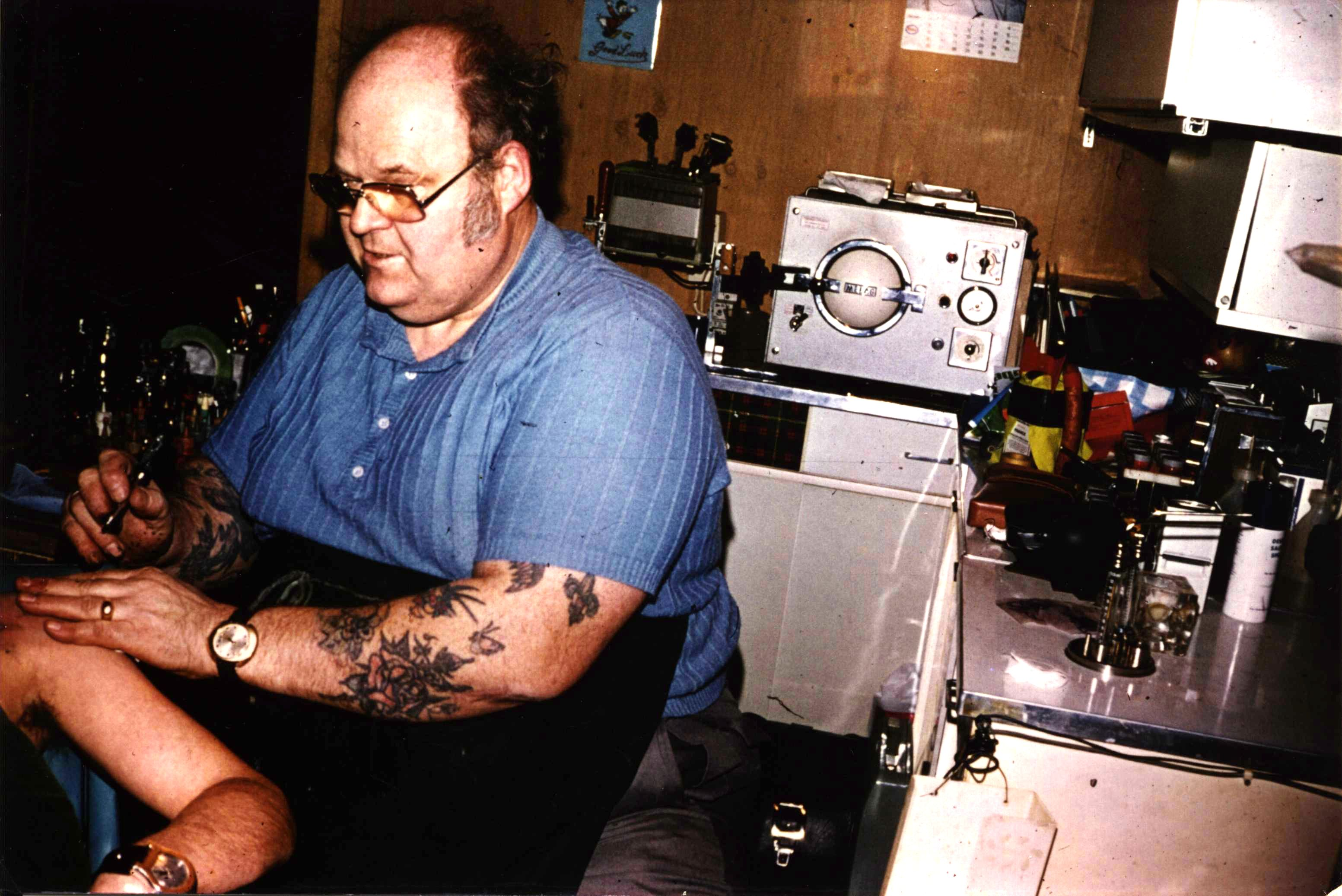
Horst Streckenbach, genannt Tattoo Samy, in seinem Studio in Frankfurt am Main, 1979

Wie viele Tätowierer Mitte des zwanzigsten Jahrhunderts begann er ohne weitere Ausrüstung mit der einfachen Handstecherei.
Nach dem Zweiten Weltkrieg gehörte Samy Streckenbach neben Christian Warlich und Karl Finke in Hamburg zu den wenigen bekannten praktizierenden Tätowierern.
„Seinen besonderen Ruf erlangte Samy“ laut dem Schriftsteller Marcel Feige, „weil er alles anders machte als die anderen.“ Sein Stil war anfangs von traditionell maritimen Motiven geprägt. Über mehrere Jahre lang war Streckenbach der einzige deutsche Tätowierer, der auch im Ausland tätowierte. Streckenbach war „zweimaliger Weltmeister seines Fachs“. Er persönlich hat das in einer Folge der Talkshow Hans Meiser berichtigt. Er führte dort aus: „Ich war nicht zweimal Weltmeister, sondern Tätowierer des Jahres.“

### Streckenbach der „Techniker“
Streckenbach baute seine Tätowiermaschinen bis zuletzt selber. Von den gängigen Modellen, die Samuel O’Reilly sich hatte patentieren lassen, unterschieden sie sich beispielsweise durch die Antriebsart. So setzte Streckenbach auf Rotation (Antrieb durch einen Elektromotor, der mittels Exzenter die Dreh- in eine Hubbewegung umwandelt) statt durch Magnetspulen (die durch das Prinzip des Wagnerschen Hammers, ähnlich wie bei einer Türklingel, direkt eine Hubbewegung erzeugen).
Der gelernte Kraftfahrzeugschlosser Streckenbach setzte von Beginn an auf eine Tätowiermaschine mit einem rotierenden Antrieb. Manfred Kohrs, der bei Streckenbach das Tätowieren erlernt hatte, entwickelte die „Urmaschine“ bis zur finalen Version im Jahr 1978 weiter. Auch das Zubehör zu den Maschinen sowie weitere Ausrüstung für sein Studio fertigte Streckenbach in seiner Werkstatt an, die dem Studio angegliedert war.

### Verbandsarbeit

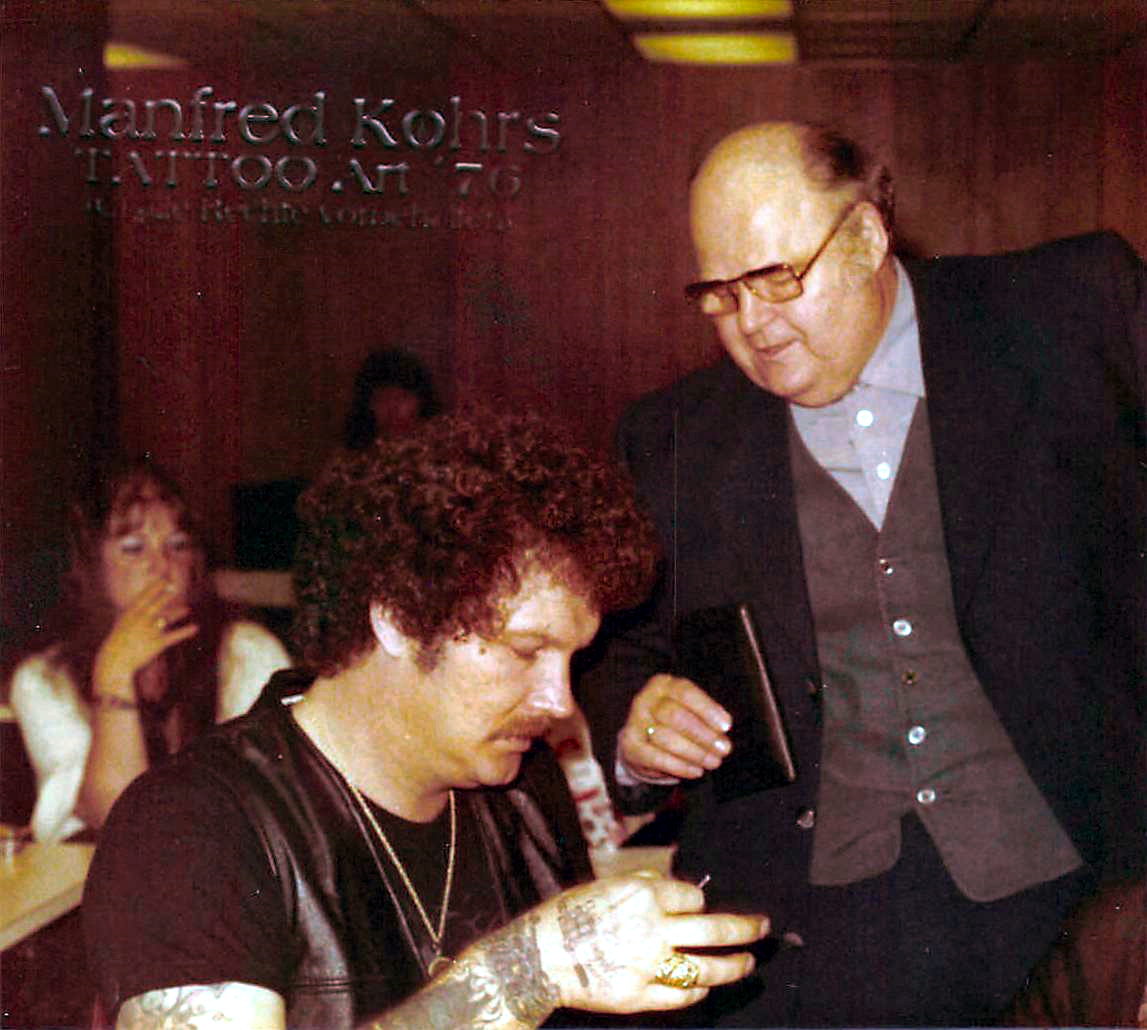
Horst Streckenbach (rechts) auf der Tattoo Convention in Blackpool, 1979 (links David Allen Yurkew)

Im Jahr 1977 forcierte Streckenbach eine Einladung seines Mentees Manfred Kohrs, der alle in Deutschland gewerblich gemeldeten Tätowierer zu einem Informationstreffen nach Hannover eingeladen hatte. Zweck dieses Treffens war die Gründung einer nationalen Vereinigung, um anschließend technische und hygienische Standards einzuführen.  Streckenbach engagierte sich auch stark in internationalen Vereinigungen; insgesamt 38-mal besuchte er allein die USA. Dabei wurde er stets von seiner Ehefrau begleitet, die auch administrative Aufgaben übernahm. Er engagierte sich zunächst im National Tattoo Club of the World sowie bei der European Tattoo Artist Association (E.T.A.A.).
Die erste „Convention“ des National Tattoo Club of the World wurde vom 24. bis 25. Januar 1976 in Houston (Texas) abgehalten. Als einzige Deutsche waren Streckenbach und Kohrs zu dieser Veranstaltung angereist. Die nächste Convention, 1978 in Sacramento, besuchte Streckenbach in Begleitung von Peter Anton von Arnim, der ihn in den Folgejahren mehrfach begleitete. Vom 23. bis 25. März 1979 wurde die Convention im Cosmopolitan Hotel in Denver (Colorado) abgehalten. Nach diversen Vorträgen von Terry Wrigley, Peter Tat 2 Poulos, Diane Poulos, Don Ed Hardy, Bob Shaw, Big Walt Kilkucki, Painless Jeff Baker, David Yurkew und Arnold Rubin und Jan Stussy präsentierte Streckenbach eine Show mit tätowierten Personen.
Streckenbach und der Präsident der E.T.A.A., Terry Wrigley, veranstalteten vom 17. bis 19. Oktober 1980 in Frankfurt am Main die erste professionelle Tattoo Convention in Deutschland.

### Piercing

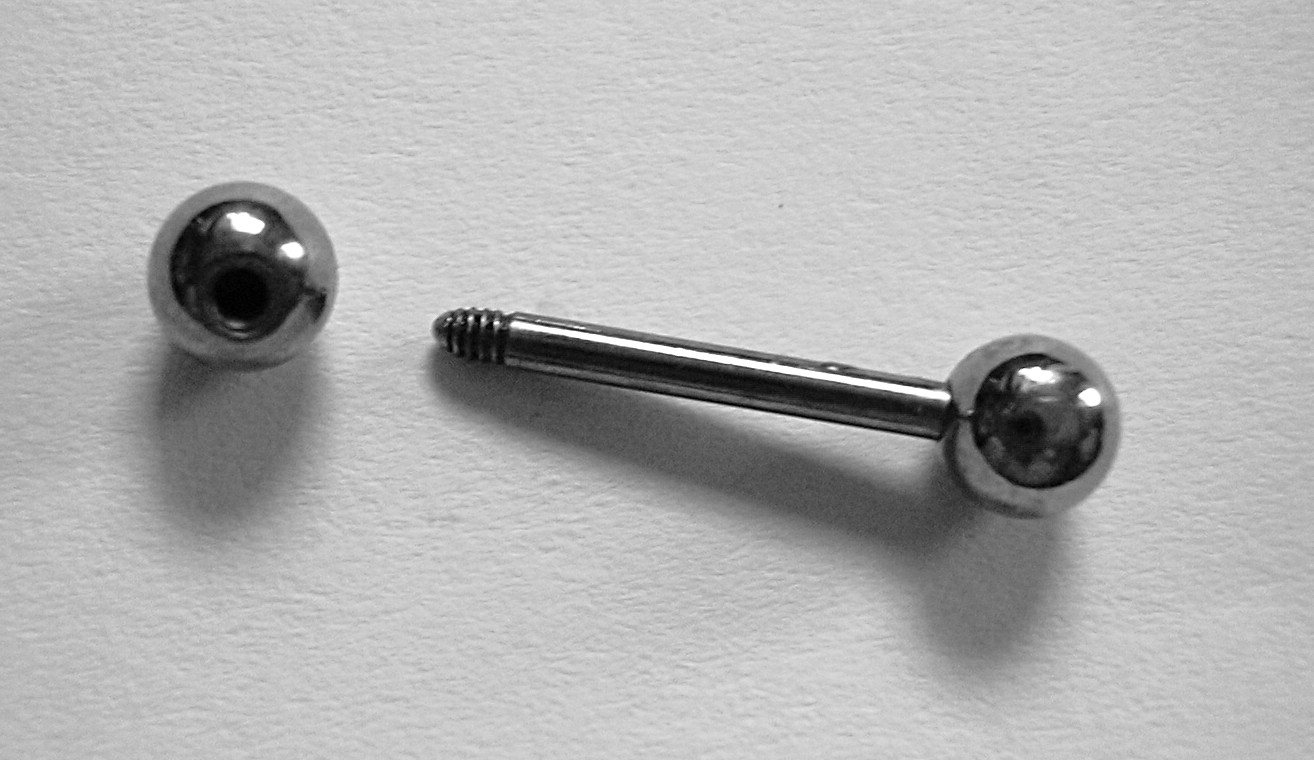
Barbell mit Außengewinde

Streckenbach stach bereits 1953 als einziger bekannter Piercer Intimpiercings. Auf einer seiner frühen Reisen in die USA lernte er 1975 Jim Ward kennen, der seit 1967 mit Piercings experimentierte. Streckenbach hatte aufgrund seiner Mechanikerausbildung nicht nur seine eigenen Tätowiermaschinen konstruiert, sondern auch Körperschmuck aus einem Metallstift und Kugeln mit Gewinde angefertigt. Davon inspiriert, arbeitete Ward an der Weiterentwicklung des heute als Barbell bekannten Standardpiercingschmucks. Wards Lebensgefährte Doug Malloy setzte 1978 Streckenbach das erste dokumentierte Zungenpiercing; das von Kohrs gefertigte „Barbell NO.1“. Berichte darüber erschienen 1983 im Magazin Piercing Fans International Quarterly.

### Kunst
Am 2. Juli 1970 ließ sich die Künstlerin Valie Export in Frankfurt von Streckenbach ein Strumpfband tätowieren. „Der eigene Körper wird schmerzhaft und dauerhaft mit einem Strumpfband – einem Fetisch männlicher Sexualfantasien – markiert, um damit Funktionalisierung und soziale Rolle der Frau als Sexualobjekt zu entlarven sowie ihre gesellschaftliche Bestimmung durch den Mann zu reflektieren.“ Der Vorgang wurde von dem Fotografen Gunter Rambow dokumentiert. "Das ist ein Kunstwerk, das so lange lebt wie ich. Für mich ist das Strumpfband ein Symbol der Versklavung, von der man sich lösen muss."
Im Jahr 1971 traf Streckenbach anlässlich der 4. experimenta in Frankfurt auf Timm Ulrichs, der sich als „erstes lebendes Kunstwerk“ die Signatur timm ulrichs 1940 – … tätowieren ließ. Für sein Mappenwerk internationale Standardmotive aus Muster- und Vorlagebüchern der Tätowierer, 1974, übernahm Timm Ulrichs auch Motive von Streckenbach. Im Rahmen der Ausstellung „Timm Ulrichs: Tätowier-Bilder“ (12. Januar – 9. März 1975) im Kunstverein Hannover fand am 26. Januar 1975 eine Tätowieraktion statt, auf der Streckenbach seinen späteren Schüler Manfred Kohrs vor laufender Kamera tätowierte. Am 28. Januar 1975 berichtete der NDR in der Sendung Nordschau-Magazin über das „Happening im Kunstverein Hannover. ‚Sammy‘ aus Frankfurt über seine Kunst und das Tätowieren“.
Auf sein rechtes Augenlid ließ sich Ulrichs 1981 von Streckenbach die Worte „The End“ tätowieren – der Abspann für den ultimativ letzten Film. Auch zu dieser Arbeit wurde 1997 ein Foto als Inkjekt-Print auf Leinwand 150 × 150 cm in einer Auflage von 25 nummerierten und signierten Exemplaren sowie der Videofilm THE END: Farbe, stumm, 6 Min. 8 Sek., in 3 Teilen: Visueller Text, 1966, Anthologie aus 60 »End«-Einstellungen und Schlussbildern klassischer Spielfilme und Tätowieraktion, erstellt.

## Letzte Jahre
Streckenbach wurde zu Beginn der 1970er Jahre vom Finanzamt als Künstler anerkannt und eingestuft; dementsprechend musste er nur einen verringerten Umsatzsteuersatz entrichten. Ende der 1980er Jahre wurde ihm dieser günstige Status aber rückwirkend aberkannt, und Streckenbach sollte Steuern in Höhe von über 100.000 Mark nachzahlen. Sein Tattoo-Studio in Frankfurt musste daraufhin Bankrott erklären. Auf der Frankfurter Convention im Mai 2000 initiierten einige Freunde, darunter Lyle Tuttle und Herry Nentwig, eine Spendenaktion. Elf Monate später verstarb Horst Streckenbach im Alter von 75 Jahren.

## Rezeption – Forschung
„Streckenbach ist einer der Tätowierer, ohne die die Geschichte der Tätowierung in Deutschland nicht denkbar wäre.“

„Samy Streckenbach war ein wahrer Pionier der Tattoo und Piercing-Szene; man kann ihn geradezu als Avantgardisten bezeichnen.“

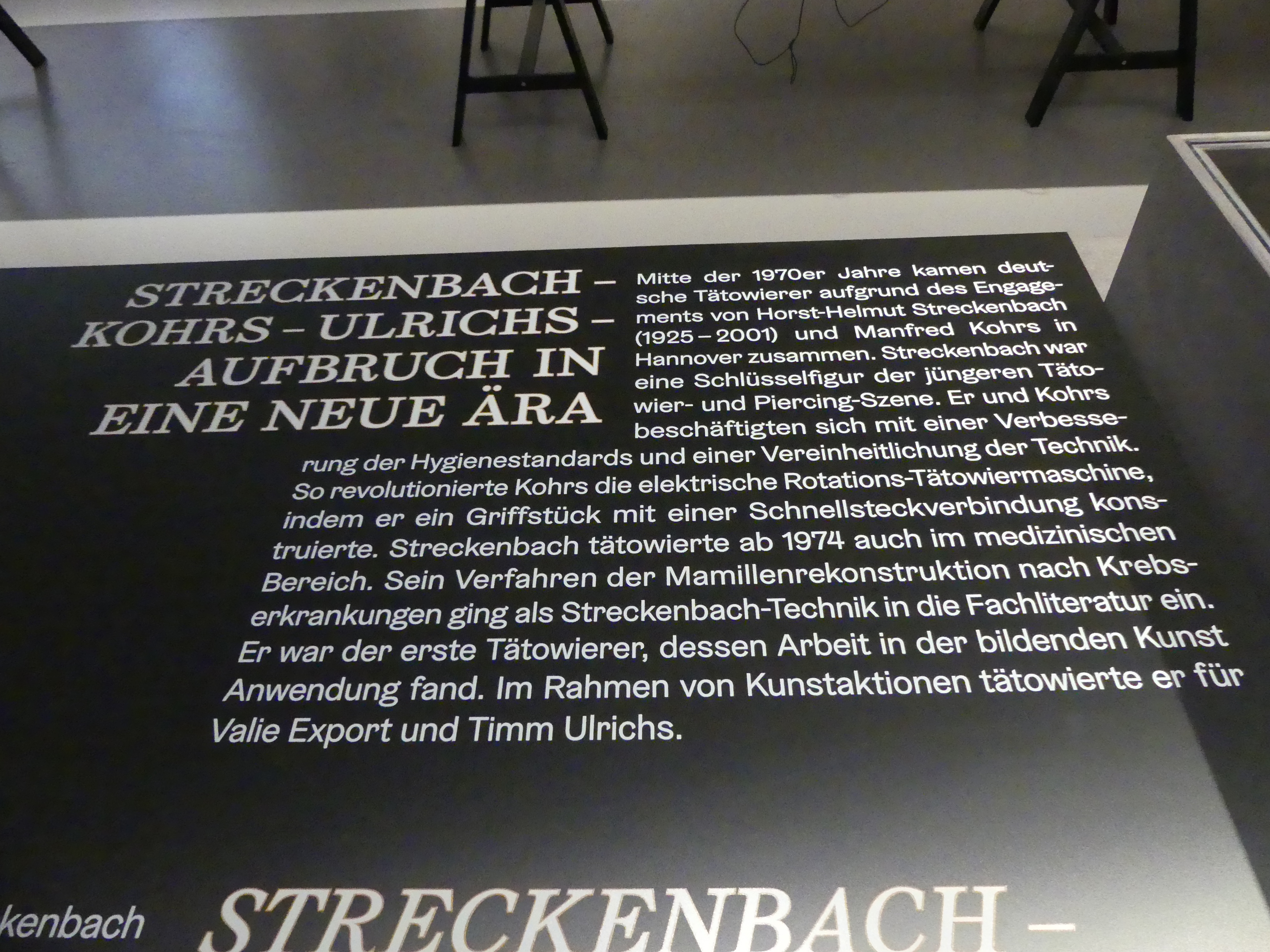
Sonderausstellung Christian Warlich auf St. Pauli im MHG 2019

Nach Streckenbachs Tod rettete Herry Nentwig Teile dessen Nachlasses vor der Vernichtung und bewahrte die Objekte über Jahre im Keller auf. Im Jahr 2018 übernahm Manfred Kohrs diesen Nachlass und wertet ihn zusammen mit Ole Wittmann im Institut für deutsche Tattoo-Geschichte wissenschaftlich aus. Ausgewählte Objekte wurden im Rahmen der Sonderausstellung Tattoo-Legenden. Christian Warlich auf St. Pauli (2019/20) im Museum für Hamburgische Geschichte in der Abteilung Streckenbach-Kohrs-Ulrichs Aufbruch in eine neue Ära gezeigt.